# Linden, Alberta
Linden är en ort i Kanada.   Den ligger i provinsen Alberta, i den centrala delen av landet, 2 800 km väster om huvudstaden Ottawa. Linden ligger 889 meter över havet och antalet invånare är 725.
Terrängen runt Linden är platt, och sluttar söderut. Trakten runt Linden är nära nog obefolkad, med mindre än två invånare per kvadratkilometer.. Närmaste större samhälle är Three Hills, 19,2 km nordost om Linden.
Trakten runt Linden består till största delen av jordbruksmark.